# جون ليفيت
جون ليفيت (بالإنجليزية: John Leavitt)‏ هو ملحن أمريكي، ولد في 1608، وتوفي في 1691.